# Proboscidactyla menoni
Proboscidactyla menoni är en nässeldjursart som beskrevs av Pagès, Bouillon och Gili 1991. Proboscidactyla menoni ingår i släktet Proboscidactyla och familjen Proboscidactylidae. Inga underarter finns listade i Catalogue of Life.